# 森山加代子
森山 加代子（もりやま かよこ、1940年3月23日 - 2019年3月6日）は、北海道函館市出身の日本の歌手。

## 概略
ニックネームは「かよチャン」。1958年夏、札幌のジャズ喫茶『ロータリー』で歌っていたところを、マナセプロダクション社長の曲直瀬正雄にスカウトされ、同年秋に上京。翌年には、いきなり水原弘率いる『水原弘とブルーソックス』の専属ヴォーカル・シンガーとなり、1959年12月には「日劇ウエスタンカーニバル」に初出場する。
1960年6月、イタリアの歌手ミーナ（英語版）の「月影のナポリ」（Tintarella di luna）の日本語カバーで東芝レコードからデビュー。「月影のナポリ」はザ・ピーナッツも競作として歌っていたが、森山盤は50万枚を売り上げ、いきなりの大ヒット。そして、当時はデビューした年に出場するのはまず不可能と言われていたNHK紅白歌合戦にも、異例の早さで同年の『第11回NHK紅白歌合戦』に初出場を決めた。
続く「メロンの気持」「月影のキューバ」も、競作ながら森山盤が群を抜き、1960年代前半に洋楽のカバー曲（和製ポップス）を中心としたヒット曲を連発。さらに「じんじろげ」「パイのパイのパイ」など、コミカルなイメージをベースとした面白ナンセンスな歌謡曲でも数多くのヒットソングを飛ばす。中でも1961年リリースの作詞：渡舟人、作曲：中村八大による「じんじろげ」は、その年の流行語にもなった。
この時期、テレビのレギュラー番組を数本もこなしていた超売れっ子アイドルだったが、1962年7月、所属事務所のマナセプロダクションとの契約満了により突然独立し、20歳で自分の事務所を設立。同月に発売した「五ひきの仔ブタとチャールストン」は大ヒットし、同年の『第13回NHK紅白歌合戦』にも3年連続で無事に選ばれたものの、活動してもテレビやラジオ、マスコミに取上げられる機会さえ奪われ、事務所独立と同時に森山の人気は急降下。「五ひきの仔ブタとチャールストン」が実質上最後のヒット曲となった。
その後、テレビやラジオには出演せず、地方への営業を行いながら、すっかり世間から名前も遠ざかっていた1968年、久々に新潟のキャバレーでの仕事が入り、自身の懐かしい歌を歌って出演中、楽屋に突然やって来た水原弘に「もう一度メジャーでやってみないか」と励まされ、1969年に社長業に終止符を打ち、新事務所とコロムビアレコードと契約。再起を期してリリースしたシングルが、同年11月21日にレコーディングし、1970年1月に発売した「白い蝶のサンバ」である。
「白い蝶のサンバ」は阿久悠の詞が先にあり、5曲ほどの候補曲がつけられていた中から森山自身が、井上かつおの作曲を聴いた瞬間に選定。早口口調のユニークな出だしで、サンバの軽快なリズムにのせた純国産のポップな歌謡曲は、ミリオンセラーの大ヒットとなり、この曲でこの年の『第21回NHK紅白歌合戦』に、8年振り4度目の出場。森山は当初「一度売れた歌手なんだ。『もう一度スターに舞い戻ろう』…なんて大それた夢を見るのは、もうよそう」と思っていたという。
続く「ふりむいてみても」「花喰う蟲のサンバ」もスマッシュヒット、1972年にはマネジャーと結婚。その後も、舞台やショーで歌手として活動した。
公の活動は2012年のテレビ出演が最後となり、同2012年3月13日、『NHK歌謡コンサート』（NHK総合）に出演。同2012年10月4日放映の『名曲ベストヒット歌謡』（テレビ東京）にも出演し、「月影のナポリ」を歌唱。同2012年10月11日、ゆうぽうとで開催された「秋の歌謡フェスティバル」にも出演した。
2019年3月6日、大腸癌のため死去。78歳没。

## シングル
東芝レコード時代（1960～1967）
※ダニー飯田とパラダイスキングで発売された楽曲は、ダニー飯田とパラダイスキングも参照。
※(★)印曲は、2003年3月現在で未CD化
| 発売日        | 品番             | 面 | タイトル                       | 作詞                                                | 作曲                                   | 編曲             | 備考 |
| ------------- | ---------------- | -- | ------------------------------ | --------------------------------------------------- | -------------------------------------- | ---------------- | --- |
| 1960年6月     | JP-5036          | A  | 月影のナポリ                   | 訳：岩谷時子                                        | B.D.Filippi                            | 皆岡進           | Mina『Tintarella di luna』のカバー。 ザ・ピーナッツとの競作                                                                                               |
| 1960年6月     | JP-5036          | B  | 白鳥の恋                       | 訳：ホセ・しばさき                                  | チャイコフスキー                       | 平岡精二         | チャイコフスキー「白鳥の湖」より。 |
| 1960年8月     | JP-5041          | A  | メロンの気持                   | Carlos Rigual 訳：ホセ・しばさき                    | Carlos Rigual                          | 岩井直溥         | Gloria Lasso『Corazon de melon』のカバー。 坂本スミ子との競作。 後にゴールデン・ハーフがカバー                                                            |
| 1960年8月     | JP-5041          | B  | 悲しきインディアン             | 訳：森山加代子                                      | リチャードスン                         | 宮川泰           | かまやつヒロシとの競作 |
| 1960年10月    | JP-5052          | A  | 月影のキューバ                 | Michael Merlo 訳：ホセ・しばさき                    | Patrick Welch                          | 高見弘           | Celia Cruz『Magica Luna』のカバー。 ザ・ピーナッツとの競作。1960年第11回NHK紅白歌合戦初出場曲。                                                           |
| 1960年10月    | JP-5052          | B  | 黄色いバスケット               | 訳：ホセ・しばさき                                  | E.Fitzgerald                           | 中村八大         | |
| 1960年11月    | JP-5044          | A  | ジングル・ベル                 | 訳：ホセ・しばさき                                  | アメリカ民謡                           | 長洲忠彦         | 片面は、水原弘の「ホワイト・クリスマス」 |
| 1960年11月    | JP-5045          | B  | とんで来たサンタクロース       | 訳：ホセ・しばさき                                  | パーカー、グレイナー、シェック         | 長洲忠彦         | A面は、水原弘の「ブルー・クリスマス」 |
| 1961年1月     | JP-5055          | A  | じんじろげ                     | 渡舟人                                              | 中村八大                               | 高見弘           | |
| 1961年1月     | JP-5055          | B  | 恋の汽車ポッポ                 | 訳：ホセ・しばさき                                  | ポール・アンカ                         | ダニー飯田       | |
| 1961年4月     | JP-5063          | A  | ズビズビズー                   | Williams Shepherd Alan Stanley Tew 訳：みナみカズみ | Williams Shepherd Alan Stanley Tew     | ダニー飯田       | Sophia Loren『ZOO BE ZOO BE ZOO』のカバー。 片面は、ダニー飯田とパラダイスキングでの「ボーイ・ハント」。                                                  |
| 1961年5月     | JP-5062          | A  | パイのパイのパイ               | 渡舟人                                              | Henry Clay Work 神長瞭月〔添田さつき〕 | 中村八大         | オリジナル曲『パイノパイノパイ』とは歌詞が違う。 |
| 1961年5月     | JP-5062          | B  | 小ッチャナ恋                   | 漣健児                                              | ダニー飯田                             | ダニー飯田       | ★ |
| 1961年7月     | JP-5070          | A  | ポケット トランジスター        | 訳：渡舟人                                          | コルバー                               | ダニー飯田       | |
| 1961年7月     | JP-5070          | B  | 可愛いめんどりが歌った         | 毛利忠義                                            | 中村八大                               | 中村八大         | |
| 1961年9月     | JP-5076          | A  | ウェディング・ケーキ           | 訳：渡舟人                                          | ロス                                   | ダニー飯田       | |
| 1961年9月     | JP-5076          | B  | あなたの自由に                 | 岩谷時子                                            | バンディーニ                           | 中村八大         | |
| 1961年11月    | JP-5090          | A  | いつもアイ・ラヴ・ユー         | 岩谷時子                                            | バート                                 | ダニー飯田       | 坂本九とデュエット。 1961年第12回NHK紅白歌合戦出場曲。 |
| 1961年11月    | JP-5090          | B  | シンデレラ                     | みナみカズみ                                        | ポール·アンカ                          | ダニー飯田       | |
| 1962年2月     | JP-5098          | A  | アイルランドの娘               | 島田磬也                                            | R.パーキンス                           | 大沢保郎         | |
| 1962年2月     | JP-5098          | B  | 恋のマリモ                     | 村松英之助                                          | 八州秀章                               | 大沢保郎         | ★ |
| 1962年3月     | JP-5104          | A  | 電車でデイト                   | 渡舟人                                              | ダニー飯田                             | ダニー飯田       | ★ |
| 1962年3月     | JP-5104          | B  | 青空を抱きしめよう             | 永六輔                                              | 中村八大                               | 中村八大         | |
| 1962年5月     | JP-5116          | A  | 可愛いベビー                   | 訳：漣健児                                          | D.Stirling B.Nauman                    | 大沢保郎         | Connie Francis『Pretty Little Baby』のカバー。 中尾ミエ、沢リリ子らとの競作。                                                                             |
| 1962年5月     | JP-5116          | B  | 大人になりたい                 | 訳：漣健児                                          | テムキン                               | 大沢保郎         | 伊東ゆかり、後藤久美子らとの競作。 |
| 1962年7月     | JP-5136          | A  | 五ひきの仔ブタとチャールストン | 訳：漣健児                                          | Freddy Morgan Norman Malkin            | 宮川泰           | 『Shimmy Shake』のカバー。 麻生京子、安村昌子との競作リバイバルソング。森山加代子音楽事務所を設立、久々のヒットとなる。 1962年第13回NHK紅白歌合戦出場曲。 |
| 1962年7月     | JP-5136          | B  | ジョニー・エンジェル           | 訳：漣健児                                          | ボクリッス～ダディ                     | 宮川泰           | |
| 1962年9月     | JP-5152          | A  | トビア                         | 訳：タカオ・カンベ                                  | C.ドニダ                               | 大沢保郎         | |
| 1962年9月     | JP-5152          | B  | 内気なジョニー                 | 訳：三田恭次                                        | エドワーズ～デビッド                   | 大沢保郎         | |
| 1963年2月     | JP-5180          | A  | 夜のデイト                     | 訳：漣健児                                          | Wilson Whitcup                         | 大沢保郎         | |
| 1963年2月     | JP-5180          | B  | ゆるして欲しいの               | 訳：ホセ・しばさき                                  | ハル・タビン～バート・バッチャラー     | 大沢保郎         | |
| 1963年2月     | JP-5189          | A  | 涙のラバー                     | 訳：漣健児                                          | Artie Kaplan、Paul Kaufman             | 大沢保郎         | Nat King Cole『My First And Only Lover』のカバー |
| 1963年2月     | JP-5189          | B  | 夢のイタリア                   | 訳：ホセ・しばさき                                  | J.ブルッセル～C.ブルン                 | 大沢保郎         | |
| 1963年8月     | JP-5241          | A  | ワン・ボーイ                   | 訳：かもりようじ                                    | アダムス～ストラウス                   | 大沢保郎         | Joanie Sommers『One Boy』のカバー。ミュージカル「バイ・バイ・バーディ」より。                                                                             |
| 1963年8月     | JP-5241          | B  | ちっちゃな星                   | ホセ・しばさき                                      | 大沢保郎                               | 大沢保郎         | |
| 1963年11月    | JP-5259          | A  | 一人で泣かせて Just Let Me Cry | 訳：岩谷時子                                        | R.バーカン                             | 渋谷毅           | |
| 1963年11月    | JP-5259          | B  | 月へ帰ろう Fly Me To The Moon  | 訳：みナみかズみ                                    | バート～ハワード                       | 渋谷毅           | |
| 1964年5月     | TR-1073          | A  | 赤い墓標                       | 沢の井千江児                                        | 北原じゅん                             | 北原じゅん       | ★ |
| 1964年5月     | TR-1073          | B  | コタンの初恋                   | 森鮒ニ                                              | 服部良一                               | 服部良一         | ★ |
| 1965年3月     | TP-1038          | A  | くやしいじゃないの             | 福地美穂子                                          | すぎやまこういち                       | すぎやまこういち | |
| 1965年3月     | TP-1038          | B  | シャイ・ガール                 | 福地美穂子                                          | すぎやまこういち                       | すぎやまこういち | ★ |
| 1965年11月5日 | TP-1173          | A  | エルムの慕情                   |                                                     |                                        |                  | ★ |
| 1965年11月5日 | TP-1173          | B  | はたちの青春                   | 橋本淳                                              | すぎやまこういち                       | すぎやまこういち | |
| 1967年4月15日 | TP-1431(TPI-861) | A  | 涙ぐむほど愛してる             | 尾中美千絵                                          | 中村八大                               | 中村八大         | |
| 1967年4月15日 | TP-1431(TPI-861) | B  | 一人にしないで                 | 桃栗ルリ                                            | 中村泰士                               | 中村八大         | ★ |

コロムビアレコード移籍以降（1970～1980）
| 発売日          | レーベル                 | 品番    | 面           | タイトル             | 作詞         | 作曲         | 編曲         | 備考                                                     |
| --------------- | ------------------------ | ------- | ------------ | -------------------- | ------------ | ------------ | ------------ | -------------------------------------------------------- |
| 1970年 1月25日  | コロムビアレコード DENON | CD-48   | A            | 白い蝶のサンバ       | 阿久悠       | 井上かつお   | 川口真       | 1970年第21回NHK紅白歌合戦出場曲。ジャケットは2種類ある。 |
| 1970年 1月25日  | コロムビアレコード DENON | CD-48   | B            | 恋は今死んだ         |              |              |              |                                                          |
| 1970年 5月1日   | コロムビアレコード DENON | CD-67   | A            | ふりむいてみても     | 阿久悠       | 井上かつお   | 川口真       |                                                          |
| 1970年 5月1日   | コロムビアレコード DENON | CD-67   | B            | あなたに酔いしれる   |              |              |              |                                                          |
| 1970年 8月1日   | コロムビアレコード DENON | CD-79   | A            | お嫁に行きたい       | なかにし礼   | 鈴木邦彦     | 鈴木邦彦     |                                                          |
| 1970年 8月1日   | コロムビアレコード DENON | CD-79   | B            | 火遊びのサンバ       |              |              |              |                                                          |
| 1970年 8月25日  | コロムビアレコード DENON | CD-67   | A            | 月影のナポり（再録） | 訳：岩谷時子 | ミグリアッチ | 高見弘       |                                                          |
| 1970年 8月25日  | コロムビアレコード DENON | CD-67   | B            | じんじろげ（再録）   |              |              |              |                                                          |
| 1970年 11月10日 | コロムビアレコード DENON | CD-97   | A            | 花喰う蟲のサンバ     | 阿久悠       | 井上かつお   | 川口真       |                                                          |
| 1970年 11月10日 | コロムビアレコード DENON | CD-97   | B            | 噓を許して           |              |              |              |                                                          |
| 1971年 4月25日  | コロムビアレコード DENON | CD-113  | A            | 人の気も知らないで   | なかにし礼   | 川口真       | 川口真       |                                                          |
| 1971年 4月25日  | コロムビアレコード DENON | CD-113  | B            | 男なら我慢して       |              |              |              |                                                          |
| 1971年 11月10日 | コロムビアレコード DENON | CD-144  | A            | 奇跡は一度もないの   | 有馬三恵子   | 葵まさひこ   | 葵まさひこ   |                                                          |
| 1971年 11月10日 | コロムビアレコード DENON | CD-144  | B            | 階段の足音           |              |              |              |                                                          |
| 1972年 10月10日 | CD-171                   | A       | 忘れられた女 | 千家和也             | 井上忠夫     | 青木望       |              |                                                          |
| 1972年 10月10日 | CD-171                   | B       | 待ちぼうけ   |                      |              |              |              |                                                          |
| 1974年 1月25日  | 日本コロムビア           | P-326   | A            | 恋の魔法使い         | 増永直子     | 美樹克彦     | 馬飼野俊一   |                                                          |
| 1974年 1月25日  | 日本コロムビア           | P-326   | B            | 悲しみの終点         |              |              |              |                                                          |
| 1976年          | ニューエレック           | 4S-1002 | A            | 沖縄サンバ           | 林宏         | 林宏         | ラリー・寿永 | ※「森山かよ子」名義。浅野ゆう子と競作。                  |
| 1976年          | ニューエレック           | 4S-1002 | B            | 恋人と呼んで         | ★            |              |              |                                                          |
| 1980年 10月21日 | RVCビクター              | RHS-10  | A            | MISTY                | 千家和也     | 鈴木邦彦     | 鈴木邦彦     | ※KAYO名義、ラストシングル                                |
| 1980年 10月21日 | RVCビクター              | RHS-10  | B            | わたしのダウンタウン | ★            |              |              |                                                          |

## アルバム
オリジナルアルバム
| 発売日         | レーベル                 | 品番     | タイトル                             | 備考                                  |
| -------------- | ------------------------ | -------- | ------------------------------------ | ------------------------------------- |
| 1960年 7月     | 東芝レコード             | JPO-1056 | 森山加代子リクエスト・タイム         |                                       |
| 1960年 11月    | 東芝レコード             | JPO-1061 | おミズと加代ちゃんのクリスマス・イヴ | ※水原弘と共演                         |
| 1960年 12月    | 東芝レコード             | JPO-1073 | 森山加代子ヒット・パレード           |                                       |
| 1961年 6月     | 東芝レコード             | JPO-1102 | 加代ちゃんパラダイスで唄う           | ※ダニー飯田とパラダイス・キングと共演 |
| 1961年 10月    | 東芝レコード             | JPO-1132 | 森山加代子ヒット・パレード（第2集）  |                                       |
| 1962年 10月    | 東芝レコード             | JPO-1214 | 森山加代子ヒット・パレード（第3集）  |                                       |
| 1970年 7月10日 | コロムビアレコード DENON | CD-4021  | 森山加代子のすべて                   |                                       |
| 1973年 2月25日 | コロムビアレコード DENON | CD-5046  | 森山加代子／ヒット・ソングをうたう   |                                       |

企画アルバム（新録曲を含むもの）
| 発売日         | レーベル                 | 品番    | タイトル       | 備考              |
| -------------- | ------------------------ | ------- | -------------- | ----------------- |
| 1971年 2月25日 | コロムビアレコード DENON | CD-4027 | 埋もれていた歌 | ※新録曲：女の意地 |

CDベストアルバム／ノベルティCD
・「永遠のジャパニーズ・グラフィティ 加代ちゃんのヒット・キット・パレード」（1993年1月27日、TOCT-6903/4）※CD2枚組
・「永遠のジャパニーズ・グラフィティ 加代ちゃんのヒット・キット・パレード」（1996年7月10日、TOCT-9517/8）※CD2枚組。1993年盤のリイシュー
・「五匹の仔ブタとチャールストン」(北陸製菓、RBH-1004)※'00年代中期に流行った景品CD付きお菓子の、北陸製菓のビスケットに付属した「ReCD」シリーズの1枚。2曲入りで、森山加代子のオリジナル曲と、Umekichによるカバー・バージョンをカップリングした12cmマキシシングル仕様。
・「森山加代子・しんぐるこれくしょん」（2005年3月2日、COCP-33086/7）※20bit高音質リマスタリングCD2枚組
・「森山加代子 NEW BEST 1500」(2005年8月24日、TOCT-11056)※10曲収録の廉価版ベスト
・「リクエスト・タイム＋ヒット・パレード」(2006年9月6日、TOCT-11133)※2in1
・「森山加代子 Best Selection」（2006年、BSCD-0073）※販路限定CD、全16曲収録
・「森山加代子(1) 白い蝶のサンバ／ふりむいてみても」（大創産業販売CD）※5曲収録
・「森山加代子 ゴールデン☆ベスト」（2019年2月20日、COCP-40734）※高音質CD「UHQCD」採用
・「ゴールデン☆ベスト 森山加代子 EMI YEARS」（2019年8月14日、UPCY-7602）※リマスタリング音源ベスト。「アイルランドの娘」「涙ぐむほど愛してる」の2曲が初CD化

## NHK紅白歌合戦出場歴
| 1960年（昭和35年）/第11回                          | 月影のキューバ                 | ミッキー・カーチス |
| 1961年（昭和36年）/第12回                          | シンデレラ                     | 佐川ミツオ         |
| 1962年（昭和37年）/第13回                          | 五ひきの仔ブタとチャールストン | 平尾昌章           |
| 1970年（昭和45年）/第21回                          | 白い蝶のサンバ                 | 佐川満男           |
| - このうち、第21回のみ歌唱映像がカラーで現存する。 |                                |                    |

## ドラマ
- 銭形平次 第44話・江戸ッ子雛（フジテレビ）
- 特別機動捜査隊 第396話・復活（NET）
- 009!!大あばれ、とんま天狗（読売テレビ）
- ちゃっきり金太
- 新平四郎危機一発 第9話・リングで殺せ（TBS）

## 映画
- 俺の故郷は大西部（1960年）
- 俺たちに太陽はない（1960年）
- 悲しき60才（1961年）
- 黒い十人の女（1961年、市川崑監督）　-　＊キネマ旬報ベストテン第10位
- 可愛いめんどりが歌った（1961年）
- アワモリ君売出す（1961年）
- アワモリ君乾杯!（1961年）
- アワモリ君西へ行く（1961年）
- 九ちゃん音頭（1962年）
- 歌う明星　青春がいっぱい（1962年）
- その結婚異議あり（1963年）
- 夕陽が呼んだ男（1970年）

## ラジオ番組
- がんばれカヨちゃん（1962年、NHKラジオ第1）